# دین استوکر
دین استوکر (انگلیسی: Dean Stoecker؛ زادهٔ ۱۹۵۶/۱۹۵۷ (۶۷–۶۸ سال)) کارآفرین و مدیر اجرایی اهل ایالات متحده آمریکا است، که در سال ۱۹۹۷ شرکت آلتریکس را تأسیس کرد.